# Robert Bretscher
Robert Bretscher (* 6. August 1953 in Winterthur) ist ein ehemaliger Schweizer Turner.

## Biografie
Robert Bretscher wurde am 6. August 1953 in Winterthur geboren. Mit sechs Jahren trat er in die Jugendriege des TV Wülflingen ein und absolvierte nach der Schule eine Ausbildung zum Maschinenschlosser.
1969 wurde er in das Nationalkader berufen und zwei Jahre später Jugend-Schweizermeister. 1972 konnte er den Meistertitel bei den Junioren verteidigen und gewann an den Elite-Schweizermeisterschaften die Bronzemedaille im Pferdsprung. International debütierte er im gleichen Jahr an einem Länder-Dreikampf zwischen der Schweiz, Westdeutschland und Rumänien. Auch gehörte er zur Schweizer Delegation an den Olympischen Spielen in München, die beim Teamwettkampf Elfter wurde. Sein persönlich bestes Einzeldisziplinresultat in München war der 14. Rang im Pferdesprung.
1973 konnte er die ersten zwei seiner insgesamt 23 Goldmedaillen in Einzeldisziplinen an Schweizer Meisterschaften gewinnen. An den Turn-Europameisterschaften wurde er im Mehrkampf Elfter.
In den Jahren 1975, 1976 und 1977 wurde er ebenfalls Schweizer Meister in der Königsdisziplin Mehrkampf. An den Turn-Europameisterschaften 1975 wurde er im Mehrkampf Dreizehnter und erreichte den Pferdesprung-Gerätefinal, dass er als Sechster abschloss. Ein Jahr später konnte er an den Olympischen Spielen in Montreal teilnehmen, wo er im Mehrkampf mit dem 14. Rang das beste Resultat aller westeuropäischen Teilnehmer erzielte. An den Turn-Europameisterschaften 1977 konnte er neben dem 12. Platz im Mehrkampf zwei Gerätefinals erreichen, die er auf dem vierten Platz an den Ringen und auf dem sechsten Platz am Reck beendete.
Einen Monat vor den Turn-Weltmeisterschaften 1978 gab er seinen Rücktritt nach der Austragung des Wettbewerbs bekannt. Er beendete seine internationale Karriere im Mehrkampffinale mit einer «Kür seines Lebens», bei der er im Finale punktemässig nur noch von Weltmeister Nikolai Andrianow geschlagen wurde. Den Mehrkampffinal beendete er hiermit als bester Schweizer auf dem 19. Platz.
Im Sommer 2018 wurde Bretscher nach knapp vierzig Jahren als Lokomotivführer bei der SBB pensioniert.